# これこそ!わが町 元気魂
『これこそ!わが町 元気魂』（これこそ・わがまち・げんきだま）は、NHK総合テレビジョンで、2008年1月2日夜に放送された正月特別番組。

## 番組概要
この番組は、『日本各地の隠れた魅力を掘り起こし、皆さんの町や村が、夢と希望と元気で溢れることを目指す、地域応援バラエティー』として企画された。NHK地域応援キャンペーンの一環でもある。
日本列島を北海道・東北、関東甲信越・中部、関西・中国、四国・九州の四つのブロックに分け、それぞれの地域の“まち自慢むら自慢”を紹介し、かつ、その町をPRする30秒のコマーシャル・ビデオを製作して番組の中で紹介した。
各地の地元放送局の若手アナウンサーがリポーターとしてその地域のロケに赴き、スタジオでCMのプレゼンテーションを行った。
視聴者からの携帯電話による投票で地域CMのランキングを決定し、発表した。

## 放送時間
2008年1月2日　
- 第1部：18:05〜18:50
- 第2部：19:30〜20:43

※NHKワールド・プレミアムは第2部のみ同時放送された。

## 出演者

### 進行
- さだまさし
- タカアンドトシ
- 神田愛花

### 各種案内
- 江崎史恵
- 青井実

### 講評者
正月番組ということで、全員が「七福神」に扮した。
- 磯山さやか
- 金子貴俊
- 中山エミリ
- パックンマックン
- 彦摩呂
- ルー大柴

### プレゼンテーション担当アナウンサー
| ブロック          | 担当者     | 所属局 | 担当地           | 備考     |
| ----------------- | ---------- | ------ | ---------------- | -------- |
| 北海道、 東北     | 猪飼雄一   | 札幌   | 北海道新ひだか町 |          |
| 北海道、 東北     | 稲塚貴一   | 釧路   | 北海道釧路町     | 現地中継 |
| 北海道、 東北     | 和田光太郎 | 青森   | 青森県           |          |
| 北海道、 東北     | 大沢幸広   | 秋田   | 秋田県           |          |
| 北海道、 東北     | 中村愛     | 仙台   | 宮城県           |          |
| 北海道、 東北     | 西川順一   | 山形   | 山形県           |          |
| 北海道、 東北     | 小林陽広   | 福島   | 福島県           |          |
| 関東甲信越、 中部 | 小松宏司   | 東京   | 埼玉県           |          |
| 関東甲信越、 中部 | 山田康弘   | 東京   | 千葉県野田市     |          |
| 関東甲信越、 中部 | 高橋さとみ | 長野   | 長野県           |          |
| 関東甲信越、 中部 | 森花子     | 甲府   | 山梨県山梨市     |          |
| 関東甲信越、 中部 | 橋本奈穂子 | 名古屋 | 愛知県           |          |
| 関東甲信越、 中部 | 杉浦友紀   | 福井   | 福井県勝山市     |          |
| 近畿、 中国       | 今道琢也   | 京都   | 京都府京都市     |          |
| 近畿、 中国       | 田代杏子   | 大阪   | 大阪府八尾市     |          |
| 近畿、 中国       | 芳川隆一   | 岡山   | 岡山県           |          |
| 近畿、 中国       | 武藤友樹   | 広島   | 広島県尾道市     |          |
| 近畿、 中国       | 出田奈々   | 山口   | 山口県           |          |
| 四国、 九州・沖縄 | 中村慶子   | 徳島   | 徳島県           |          |
| 四国、 九州・沖縄 | 上條倫子   | 高松   | 香川県           |          |
| 四国、 九州・沖縄 | 鈴木奈穂子 | 松山   | 愛媛県           |          |
| 四国、 九州・沖縄 | 有田雅明   | 福岡   | 福岡県大牟田市   | 現地中継 |
| 四国、 九州・沖縄 | 渡邊佐和子 | 熊本   | 熊本県           |          |
| 四国、 九州・沖縄 | 藤井まどか | 鹿児島 | 鹿児島県         |          |

※所属局は放送当時のものであることを付記する。